# Босна и Херцеговина на Светском првенству у атлетици на отвореном 2023.
Босна и Херцеговина је на 19. Светском првенству у атлетици на отвореном 2023. одржаном у Будимпешти од 19. до 27. августа учествовала са 3 атлетичара који су се такмичили у 3 дисциплине.,
На овом првенству такмичари из Босне и Херцеговине нису освојили ниједну медаљу.

## Учесници
Мушкарци: 
- Абедин Мујезиновић — 800 м
- Амел Тука — 800 м
- Месуд Пезер — Бацање кугле

## Резултати

### Мушкарци
| Атлетичар          | Дисциплина   | Лични рекорд | Квалификације | Квалификације | Полуфинале            | Полуфинале            | Финале                | Финале       | Детаљи |
| Атлетичар          | Дисциплина   | Лични рекорд | Резултат      | Место         | Резултат              | Место                 | Резултат              | Место        | Детаљи |
| ------------------ | ------------ | ------------ | ------------- | ------------- | --------------------- | --------------------- | --------------------- | ------------ | ------ |
| Абедин Мујезиновић | 800 м        | 1:45,32      | 1:47,76       | 7. гр. 5      | Нису се квалификовали | Нису се квалификовали | Нису се квалификовали | 38 / 60 (61) |        |
| Амел Тука          | 800 м        | 1:42,51 НР   | 1:49,01       | 8. гр. 3      | Нису се квалификовали | Нису се квалификовали | Нису се квалификовали | 51 / 60 (61) |        |
| Месуд Пезер        | Бацање кугле | 21,48 НР     | 19,86         | 12. у гр. А   |                       |                       |                       | 22 / 35 (37) |        |